# Marie-Ange Rauch
Pour les articles homonymes, voir Rauch et Marie-Ange.
Marie-Ange Rauch, née le 14 août 1957 à Troyes, est docteur en lettres et sciences humaines.
Fille de Bernard Rauch (ouvrier d'usine) et Jacqueline Rauch-Egret (monitrice –éducatrice DDASS), elle a soutenu une thèse sur la décentralisation théâtrale et la crise du théâtre en 1968 sous la direction de Robert Abirached à l'université de Nanterre (Paris 10).
Auteure de nombreux articles sur le ministère de la Culture et sur l’art dramatique, Marie-Ange Rauch est historienne, chercheuse spécialisée dans l’histoire des théâtres publics et des organisations sociales et syndicales et des mobilisations collectives du spectacle vivant en France.
Elle est aussi maître de conférences, chercheur, membre de l'équipe d’Accueil 1573. Elue co-directrice (2014-2016) puis directrice du Département Théâtre-Arts du Spectacle de l’Université Paris-VIII – Vincennes à Saint-Denis en janvier 2022

## Histoire culturelle
Elle a réalisé les premiers recueils d’archives orales pour le Comité d’Histoire du ministère de la Culture afin de conserver la mémoire des premiers collaborateurs d’André Malraux (Émile Biasini, Pierre Moinot, Francis Raison, André Holleaux...).
Chargée de la recherche, de la protection et de la valorisation des archives dans différentes organisations, elle a notamment organisé et animé le Comité d’Histoire de l’Union des artistes (fondée en 1917, cette organisation, d'abord concurrente des syndicats de la Fédération du spectacle CGT, est la matrice historique du Syndicat français des artistes-interprètes SFA).
Elle a effectué des recherches pour la Mutuelle des artistes et des professionnels du spectacle (MAPS).
Conceptrice d'expositions, elle a été commissaire scientifique de deux expositions : 
- Les origines du ministère de la Culture, Centre d’archives nationales d’Aix-en-Provence, 1999
- L’histoire du mouvement social et syndical des artistes interprètes, présentée par l’Union des artistes, Festival d’Avignon 2004.

## Publications
- Le Bonheur d’entreprendre, enquête sur le rôle des anciens administrateurs de la FOM dans la construction du ministère des Affaires culturelles, La Documentation française/ ministère de la culture, Paris, 1998, 196 pages.
- De la cigale à la fourmi, histoire du mouvement social et syndical des artistes interprètes 1840-1960, Paris, éditions de l’Amandier, avec le soutien du CNL, 2006, 363 pages  (ISBN 2-915695-48-2).
- Le Théâtre en France en 1968, crise d'une histoire histoire d'une crise, L'Amandier, 2008, 450 pages.
- À bas l'égoïsme, vive la mutualité ! Histoire de la mutuelle des artistes et des professionnels du spectacle (1865-2011), Presses universitaires de Vincennes, 2014.

Articles
- « Dramatique décentralisation » in La République des Arts, Revue du théâtre, hors série no 4, 1995, p. 39-43.
- « Qui a peur du non-public ? », Revue du théâtre, janvier 1996, p. 56-64.
- « Le théâtre et la guerre : le cas de la tournée V comme Vietnam en 1967 », actes du 119e congrès annuel des Sociétés historiques et scientifiques, éd. ministère de l'Enseignement supérieur et de la Recherche, 1996.
- « Le Conquérant de la rue de Valois », numéro spécial de la Revue des deux Mondes : « Les mille et uns visages de Malraux, témoignages inédits », novembre 1996, p. 108-123.
- « Du credo unioniste à l'impossible union, les organisations collectives artistes-interprètes, in "Théâtre en travail. Mutations des métiers du spectacle (toujours) vivant" (M. Poirson et E. Wallon, dir.), Théâtre/Public n° 217, juillet 2015.
- « La mutuelle des artistes et professionnels du spectacle. Une pièce manquante du puzzle de l’histoire de la protection sociale des artistes interprètes »   in Les oublis de l’histoire,  Revue d'Histoire du Théâtre • Numéro 270, trimestre 2, 2016.
- « La figure des patrons dans les théâtres publics», in Présence du Pouvoir (O. Neveux dir.), Revue Théâtre Public n°224, avril 2017.
- « Les départements universitaires de théâtre comme lieu de démocratisation de l'accès aux métiers de la scène », in Apprendre par le théâtre, Revue ATALAN N°20, pp.191-204, 2019
- « Les cigales se font fourmis », in Que crèvent les artistes ? (O. Neveux dir.), Revue Théâtre Public n°242, janvier-mars 2022, pp. 44-5
- « Le syndicalisme des comédiens et la lutte des classes », 1890-1960, in Les théâtres de Marx, Revue Théâtre Public n°248, juillet-septembre 2023, pp. 29-33.

Presse
- « Organiser la transmission des savoirs pour réinventer de nouvelles pratiques », Bulletin du Fonds national d'action sociale des entreprises d'action culturelle (FNAS), no  3, octobre 1993, p. 6-7 et 18.
- « Le Rôle du mouvement social et syndical des artistes interprètes dans l’élaboration des politiques culturelles », Plateaux, janvier-mars 2002, p. 18-20.
- « Je suis une vedette syndiquée », Revue Mouvement.net, mars  2013.
- « Gérard Philipe, un travailleur du spectacle parmi les autres », L’Humanité Dimanche, 28 nov.-11 dec. 2019, pp. 76-80.

Participation à des ouvrages collectifs et actes de colloques
- Robert Abirached (dir.), « La Prise de l’Odéon » in La Décentralisation théâtrale 3, Mai 1968, le tournant, ANRAT cahier no 9, Actes Sud-Papiers, 1993, p. 69-85 et « Le théâtre en France en 1968 : chronologie », p. 181-194.
- Geneviève Poujol, Madeleine Romer (dir.), Dictionnaire de l'action culturelle et de l'éducation populaire, préface de Maurice Agulhon, L'Harmattan, 1996 (notices biographiques : Roger Blin, p. 48 ; Michel Debeauvais, p. 108 ; René Jauneau, p. 205 ; Francis Jeanson, p. 207 ; Jean-Marie Serreau, p. 347 ; Philippe Tiry, p. 362).
- Geneviève Poujol (dir.), « La déclaration de Villeurbanne » in Éducation populaire, le tournant des années 1970, L'Harmattan, 2000, p. 129-142.
- Geneviève Dreyfus-Armand, Robert Frank (historien), Marie-Françoise Lévy, Michelle Zancarini-Fournel, Maryvonne Le Puloch (dir.), « Le théâtre public, lieu de contestation » in Les années 1968, le temps de la contestation, CNRS, Institut d’Histoire du temps présent, éditions Complexe, 2000, p. 259-271.
- Gérard Bonal (dir.), « Gérard Philipe, acteur du mouvement syndical » in Gérard Philipe, un acteur dans son temps, Bibliothèque nationale de France, 2003, p. 107-120.
- « De la caserne militaire à la cité du théâtre, la Cartoucherie comme lieu de tous les possibles », préface de l’ouvrage de Joël Cramesnil, La Cartoucherie, une aventure théâtrale, L’Amandier, 2004, p. 7-13.
- « Histoire du Gala de l’Union des années 1960 aux années 1980 », in Le Gala de l’Union des Artistes, photographies de Daniel Lebée, Paris Musée/Musée Carnavalet, 2005, p. 36 à 48.
- Danielle Tartakowsky et Françoise Tétard (dir.), « Du groupement associatif à la création d’un syndicat des artistes interprètes », in Syndicats et Associations en France, concurrence ou complémentarité ?, Presses universitaires de Rennes, 2006, p. 55-65.
- Michel Margairaz et Danielle Tartakowsky (dir.), « L’Union des Artistes CGT » in Syndicalisme sous la botte, actes du colloque IHS-CGT et Paris 8 : EA 1571, pouvoirs, savoirs et société – UMR 8533, Institutions et dynamiques historiques de l’économie, 1er et 2 décembre 2005, Presses universitaires de Rennes, 2008.
- « Piaf, une femme du peuple », in Piaf, sous la direction de Joël Huthwohl, Paris, Editions de la BnF, 2015.
- « De la figure charitable à l’engagement social, la vedette comme figure morale du métier d’interprète », in Le Sacré de l’acteur – émergence du vedettariat théâtral de Molière à Sarah Bernard (Florence Philippi, Sarah Harvey, Sophie Marchand dir., préface Éric Ruf, administrateur de la Comédie Française), Paris Armand Colin 2017.
- « Gérard Philipe. Portrait d’un syndicaliste », in «L’Écran rouge. Syndicalisme et cinéma de Gabin à Belmondo », sous la direction de T. Perron, préface de Costa-Gavras. L’Atelier, 2018, pp. 210-211.